# Nikki Hiltz
Nikki Hiltz (ur. 23 października 1994 w Santa Cruz) – amerykańska lekkoatletka specjalizująca się w biegach średniodystansowych, głównie na 1500 m oraz na 1 milę. Absolwentka Aptos High School i University of Arkansas.

## Osiągnięcia
W roku 2024, w Glasgow zdobyła srebrny medal na halowych mistrzostwach świata w lekkoatletyce w biegu na 1500 m kobiet. W roku 2019, w Limie została mistrzynią igrzysk panamerykańskich w biegu na 1500 m.

## Rekordy życiowe
źródło: 
- 400 m – 54,40 (Los Angeles, 04.05.2024)
- 800 m – 1:58,23 (Kingston, 04.04.2025)
- 1000 m – 2:34,09 (Seattle, 26.01.2024) – 6. wynik w historii lekkoatletyki Ameryki Północnej
- 1500 m – 3:55,33 (Eugene, 30.06.2024) – 2. wynik w historii lekkoatletyki Ameryki Północnej
- 1 mila – 4:16,35 (Monako, 21.07.2023) – rekord Ameryki Północnej
- 1 mila (bieg uliczny) – 4:21,0 (Yakima, 28.08.2021 i Cleveland, 23.07.2022)
- 3000 m – 8:32,52 (Boston, 31.01.2025)
- 2 mile – 9:15,80 (Nowy Jork, 11.02.2024) – 5. wynik w historii lekkoatletyki Ameryki Północnej
- 5 km (bieg uliczny) – 16:35 (Cleveland, 23.07.2022)
- 4 × 800 m (sztafeta) – 8:33,97 (Baton Rouge, 28.04.2017)